# Michaela Meijer
Sara Michaela Meijer (Göteborg, 30 luglio 1993) è un'astista svedese.

## Palmarès
| Anno | Manifestazione    | Sede           | Evento           | Risultato | Prestazione | Note                          |
| ---- | ----------------- | -------------- | ---------------- | --------- | ----------- | ----------------------------- |
| 2009 | Mondiali allievi  | Bressanone     | Salto con l'asta | Argento   | 4,10 m      |                               |
| 2010 | Mondiali juniores | Moncton        | Salto con l'asta | Finale    | nm          |                               |
| 2011 | Europei juniores  | Tallinn        | Salto con l'asta | 13ª (q)   | 4,00 m      |                               |
| 2015 | Europei indoor    | Praga          | Salto con l'asta | 9ª (q)    | 4,55 m      | Miglior prestazione personale |
| 2015 | Europei under 23  | Tallinn        | Salto con l'asta | Argento   | 4,50 m      |                               |
| 2015 | Mondiali          | Pechino        | Salto con l'asta | Finale    | nm          |                               |
| 2016 | Europei           | Amsterdam      | Salto con l'asta | 5ª        | 4,55 m      |                               |
| 2016 | Giochi Olimpici   | Rio de Janeiro | Salto con l'asta | 17ª (q)   | 4,45 m      |                               |
| 2017 | Europei indoor    | Belgrado       | Salto con l'asta | 5ª        | 4,55 m      |                               |
| 2017 | Mondiali          | Londra         | Salto con l'asta | nm (q)    | nm (q)      |                               |
| 2019 | Europei indoor    | Glasgow        | Salto con l'asta | 8ª        | 4,45 m      |                               |
| 2019 | Mondiali          | Doha           | Salto con l'asta | 25ª (q)   | 4,25 m      |                               |
| 2021 | Europei indoor    | Toruń          | Salto con l'asta | 9ª        | 4,35 m      |                               |
| 2021 | Giochi Olimpici   | Tokyo          | Salto con l'asta | 16ª (q)   | 4,40 m      |                               |
| 2023 | Europei indoor    | Istanbul       | Salto con l'asta | 7ª        | 4,45 m      |                               |
| 2023 | Mondiali          | Budapest       | Salto con l'asta | 17ª (q)   | 4,50 m      |                               |